# Repräsentantenhaus von Utah

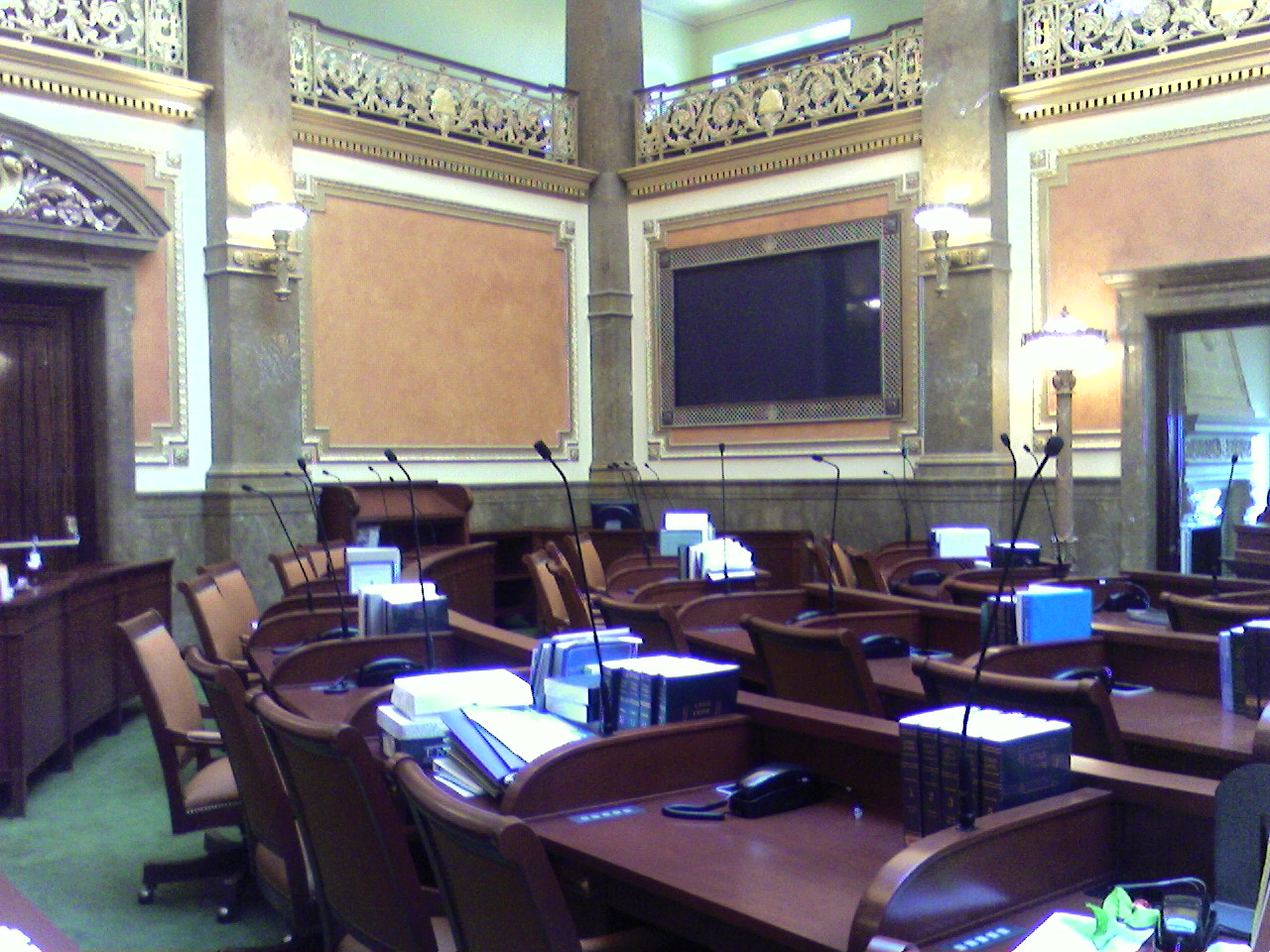
Sitzungssaal des Repräsentantenhauses von Utah

Das Repräsentantenhaus von Utah (Utah House of Representatives) ist das Unterhaus der Utah State Legislature, der Legislative des US-Bundesstaates Utah.
Die Parlamentskammer setzt sich aus 75 Abgeordneten zusammen, die jeweils einen Wahldistrikt repräsentieren. Die Abgeordneten werden jeweils für  eine zweijährige Amtszeit gewählt. Der Sitzungssaal des Repräsentantenhauses befindet sich gemeinsam mit dem Staatssenat im Utah State Capitol in der Hauptstadt Salt Lake City.

## Struktur der Kammer
Vorsitzender des Repräsentantenhauses ist der Speaker of the House. Er wird zunächst von der Mehrheitsfraktion der Kammer gewählt, ehe die Bestätigung durch das gesamte Parlament folgt. Der Speaker ist auch für den Ablauf der Gesetzgebung verantwortlich und überwacht die Abstellungen in die verschiedenen Ausschüsse. Derzeitiger Amtsinhaber ist Mike Schultz, Abgeordneter der Republikaner aus dem 12. Wahldistrikt (Hooper).
Weitere wichtige Amtsinhaber sind der Mehrheitsführer (Majority leader) und der Oppositionsführer (Minority leader), die von den jeweiligen Fraktionen gewählt werden. Die republikanische Mehrheitsfraktion wird momentan von Jefferson Moss aus dem 39. Wahldistrikt (Saratoga Springs) angeführt, Minority leader der Demokraten ist Angela Romero aus dem 25. Wahldistrikt (Salt Lake City).

## Zusammensetzung nach der Wahl im Jahr 2022
| Partei | Partei                 | Abgeordnete |
| ------ | ---------------------- | ----------- |
|        | Republikanische Partei | 61          |
|        | Demokratische Partei   | 14          |
| Summe  | Summe                  | 75          |